# Npm
npm (англ. Node Package Manager) — менеджер пакетов, входящий в состав Node.js.
Установка пакета производится при помощи команды:
```
npm
 
install
 
<packagename>

```

Все доступные для установки пакеты и их краткое описание:
```
npm
 
search

```

Этой же командой можно производить выборочный поиск пакетов.